# Coelotes alpinus
Coelotes alpinus là một loài nhện trong họ Amaurobiidae.
Loài này thuộc chi Coelotes. Coelotes alpinus được miêu tả năm 1972 bởi Polenec.